# Coleophora parthenica
Coleophora parthenica là một loài bướm đêm thuộc họ Coleophoridae. Đây là loài bản địa Bắc Mỹ, Trung Đông và châu Á, bao gồm Pakistan, Ai Cập và Thổ Nhĩ Kỳ. Đây là một loài được du nhập vào California, Nevada, Utah, Idaho, Arizona và Hawaii.
Adults are creamy-white. There are up to three generations per year in warm areas và one or two generations in cooler areas.
Ấu trùng ăn Salsola, bao gồm cả Salsola australis. 